# Michael Florent van Langren

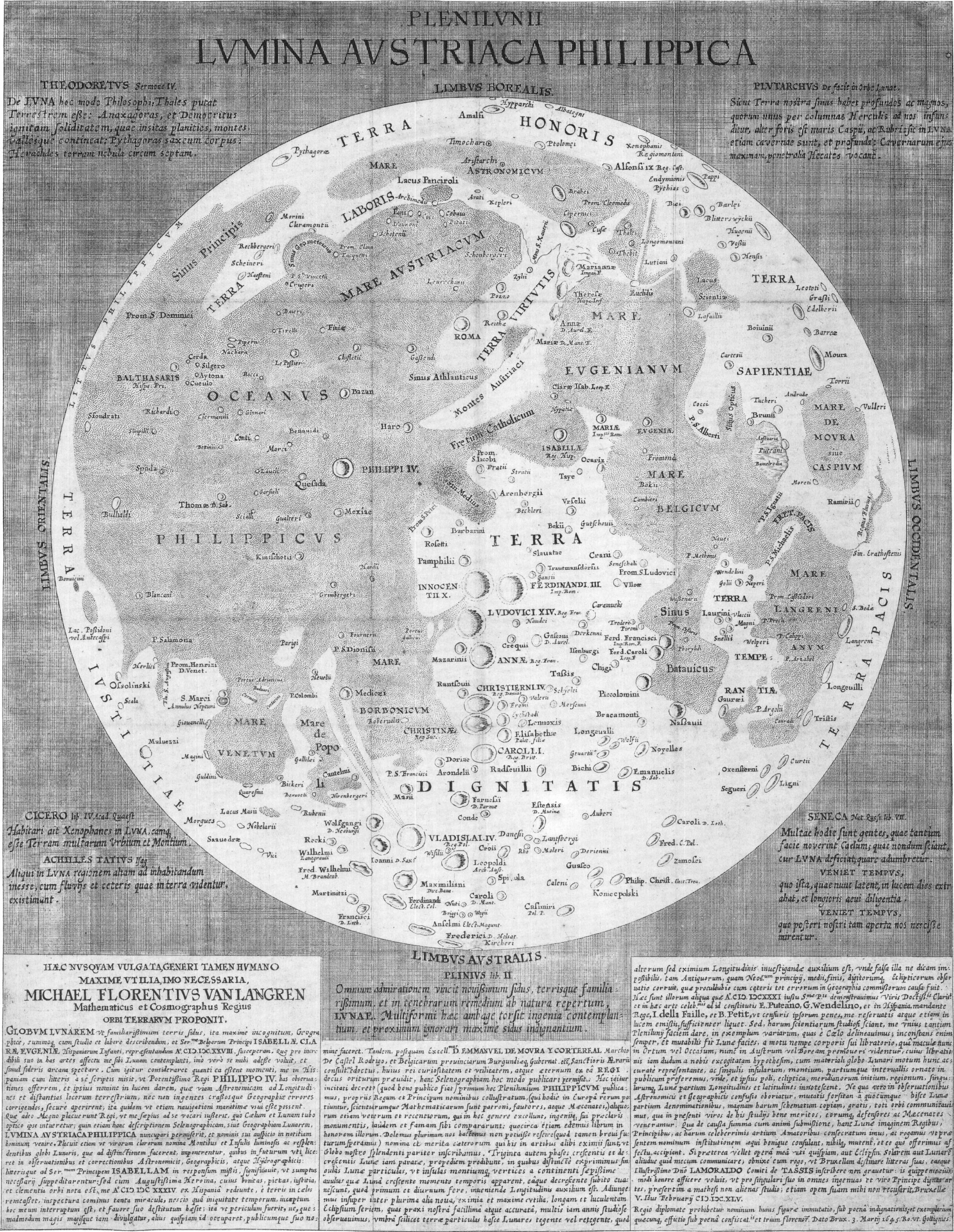
Langrenus’ Mondkarte von 1645

Michael Florent van Langren, latinisiert genannt Langrenus, (* April 1598 vermutlich in Amsterdam; † Mai 1675 in Brüssel) war ein Mathematiker, Astronom, Ingenieur und Kosmograph. 
Michael Florent wurde als Sohn des niederländischen Kartographen Arnold van Langren geboren. Die katholische Familie wanderte aus religiösen Gründen 1609 nach Brüssel aus. Ohne eine universitäre Ausbildung zu durchlaufen, wurde er trotzdem königlicher Kosmograph und Mathematiker am spanischen Hof bei Philipp III.
1645 veröffentlichte er die erste gedruckte Mondkarte, das Plenilunium, auf der die sichtbaren Objekte mit Namen versehen waren. Außerdem verwendete er für die dunklen Flecken die Bezeichnung Mare oder Oceanus. Auf dem Mond ist der Krater Langrenus nach ihm benannt.
Er beobachtete den Kometen von 1652 und veröffentlichte seine Beobachtungen. Als Kartograph stellte er einige Karten vom Gebiet der Spanischen Niederlande her.
Am häufigsten war als Ingenieur aktiv. Er bereitete Pläne für Häfen in Dünkirchen und in Ostende vor. Er entwickelte einen Plan für die Reinigung der Kanäle von Antwerpen und Maßnahmen, um Brüssel vor Überflutung zu schützen. Auch plante er Kanäle zwischen Brüssel und anderen Teilen der Spanischen Niederlande. Als Ingenieur im Dienste der Armee arbeitete er an den Befestigungsanlagen von Brüssel und entwarf eine dreiläufige Kanone. Nur wenige seiner Entwürfe wurden allerdings verwirklicht.

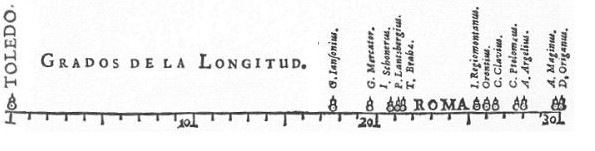
Statistische Grafik: Entfernungen zwischen Nullmeridian (damals Toledo) und Rom nach verschiedenen Berechnungen

Langren gilt als einer der ersten Informationswissenschaftler. Im Jahre 1644 präsentierte er am spanischen Hof dem König wohl die erste statistische Grafik. Diese zeigte die sehr unterschiedlichen Ergebnisse der Bestimmung des Längengrades von Rom (der Nullmeridian verlief damals durch Toledo).